# 245. Division
Die 245. Division sind folgende militärische Verbände auf Ebene der Division:

## Infanterie-Divisionen
- 245. Infanterie-Division (Wehrmacht)
- 245. Schützendivision (Sowjetunion), aufgestellt 1941, gehörte zur 34. Armee
- 245. motorisierte Schützendivision (Sowjetunion), aufgestellt 1967 in Kursk, seit 1971 in Burjatien, gehörte zur 29. Armee, 1997 in ein Depot und Ausbildungslager umgewandelt, 2001 neu aufgestellt